# اینویکتا فایتینگ چمپیونشیپس
اینویکتا فایتینگ چمپیونشیپس (انگلیسی: Invicta Fighting Championships) شرکت تبلیغات ورزشی آمریکایی است، که در سال ۲۰۱۲ توسط شانون کنپ و جانت مارتین تأسیس شد.